# Vicente Yáñez Celis
Vicente Yáñez Celis (Pichidegua, Chile, 27 de abril de 1951) es un jinete de rodeo chileno, representante de la asociación de rodeo de O'Higgins, que ha sido campeón de Chile en dos oportunidades, ambas junto a Jesús Bustamante, en 1989 y 1992, montando a "Estribillo II" y "Consejero" y a "Esparramo" y "Corsario", respectivamente. Otros logros importantes de este jinete son haber terminado como número 1 del ránking de la temporada de rodeos 1991-1992, haber sido considerado el mejor deportista del rodeo por el Círculo de Periodistas Deportivos de Chile (CPD) en 1992 y haber sido el mejor jinete de su asociación en reiteradas oportunidades. Además en el año 2021 fue considerado Arreglador Maestro de la Escuela Ecuestre Huasa por la Federación del Rodeo Chileno. Pertenece a una familia con tradición en el rodeo, su hermano Luis Alberto Yáñez ha tenido una destacada carrera como jinete y criador de caballos chilenos.

## Biografía
Comenzó como jinete profesional en 1973, corriendo con Pedro Vergara, con quien ganó su primer rodeo en Machalí. Posteriormente corrió con Alejandro Tornero y después con José Goycolea, disputando varias finales de Chile.
En 1985 se integró al criadero Lo Miranda, de propiedad de Gonzalo Vial Vial. Comenzó a correr con Jesús Bustamante, jinete que ya había sido campeón de Chile en 1974. En el Campeonato Nacional de Rodeo de 1989 obtuvieron su primer título nacional montando a "Estribillo II" y "Consejero", totalizando 34 puntos, seis puntos más que los curicanos Hugo Cardemil y José Astaburuaga, obteniendo el segundo título nacional para la asociación Rancagua.
En el Campeonato Nacional de Rodeo de 1992 obtuvieron nuevamente el título nacional, esta vez montando a "Esparramo" y "Corsario", totalizando 37 puntos buenos. Nuevamente dejaron en el segundo lugar a Cardemil y Astaburuaga, quienes realizaron 33 puntos.
Después de estar cinco años en otros corrales, entre ellos el criadero El Ronquido, en 2006 volvió a Lo Miranda, haciendo collera con el también campeón de Chile Cristián Ramírez, con quien corre en caballos trabajados por su antiguo compañero Jesús Regalado Bustamante. Posteriormente siguió activo en la actividad, disputando los rodeos de campeones.

## Campeonatos nacionales
| Año  | Collera          | Caballos                      | Puntaje | Asociación |
| ---- | ---------------- | ----------------------------- | ------- | ---------- |
| 1989 | Jesús Bustamante | "Estribillo II" y "Consejero" | 34      | O'Higgins  |
| 1992 | Jesús Bustamante | "Esparramo" y "Corsario"      | 37      | O'Higgins  |